# 擬金灰蘚
擬金灰蘚（学名：Pylaisiella subcircinata）为灰蘚科金灰蘚屬下的一个种。